# Las Delicias (Bocas del Toro)
Las Delicias es un corregimiento del distrito de Changuinola en la provincia de Bocas del Toro, República de Panamá, cerca de la frontera de este país con Costa Rica. La localidad tiene 1.484 habitantes (2010).